# Hypselothyrea aptera
Hypselothyrea aptera är en tvåvingeart som beskrevs av Papp 1979. Hypselothyrea aptera ingår i släktet Hypselothyrea och familjen daggflugor. Inga underarter finns listade i Catalogue of Life.